# Międzyleś
Międzyleś es un pueblo ubicado en la gmina Tuczna, distrito de Biała Podlaska, voivodato de Lublin, Polonia.

## Superficie
Cuenta con una superficie de 10,20 kilómetros cuadrados.

## Demografía
Hasta 2011 la población era de 198 habitantes, con una densidad de población de 19,41 habitantes por kilómetro cuadrado. Estaba conformada por 104 hombres (52,5%) y 94 mujeres (47,5%), según el censo de la Oficina Central de Estadística.